# Chinese Television System
Pour les articles homonymes, voir CTS.
 (août 2013).
Le contenu est difficilement compréhensible vu les erreurs de traduction, qui sont peut-être dues à l'utilisation d'un logiciel de traduction automatique.
Chinese Television System (CTS) est une station de télévision en République de Chine (Taïwan).

## Histoire
Fondée le 31 octobre 1971, CTS commence comme une coentreprise entre le ministère de la République de Chine de la Défense nationale et le ministère de l'Éducation. Au moment de sa création, la CTS est la seule chaîne de télévision à très haute fréquence (VHF) de l'île de Taiwan. En 1998, la chaîne est chargée par la République de Chine de fournir un programme de "gouvernement électronique", qui agirait comme une source d'information pour les employés du gouvernement.
Le 1er juillet 2006, en vertu de la loi réformant les médias gouvernementaux, la chaîne de télévision est incorporée dans le système de radiodifusion deTaiwan (Taiwan Broadcasting System, TBS qui est un consortium de l'État insulaire de chaînes de télévisions publiques), avec le service public de télévision (Public Television Service, PTS) en tant qu'autre membre du groupe. 
L'absorption prévoit le transfert des principaux studios de la station de Taipei à Kaohsiung en l'espace de cinq ans. Elle est toutefois autorisée à continuer à générer des revenus grâce à des publicités traditionnelles, et à maintenir un ratio de 60-40 entre des émissions de divertissement et des nouvelles.
La chaîne de télévision est actuellement en campagne en vue de restaurer son titre de chaîne officielle de Taiwan pour les séries dramatiques, pour avoir été à l'origine de certaines des séries dramatiques de Taïwan les plus inoubliables.

## Filières
- CTS canal principal (en mode analogique et numérique)
- CTS Education et de la Culture (en chinois : 华视教育文化频道) (en mode analogique et numérique)
- CTS loisirs (en chinois : 华视休闲频道) (en mode analogique et numérique)
- CTS Nouvelles (chinois: 华视新闻频道) (sur Chunghwa Telecom MOD seulement)